# Ramón Roig Torné
Ramón Roig Torné (Lerida, 3 augustus 1849 - Cartagena, 10 mei 1907) was een Spaans componist, militaire kapelmeester en violist.

## Levensloop
Roig Torné begon zijn muzikale carrière in de Banda Municipal de Lérida, waar ook zijn vader Jaime Roig en zijn oudste broer musiceerden. In 1865 werd hij lid van de militaire kapel van het Regimiento Extremadura 15, del Ejército de Tierra in Zaragoza. In 1875 werd hij eerst kapelmeester in de Banda de Música del Regimiento de Infantería Lealtad nº30 in San Sebastian. In 1876 wisselde hij naar Madrid en werd dirigent van de Banda de Música del 2º Regimiento de Ingenieros, een harmonieorkest in de hoofdstad met grote reputatie. Hier componeerde hij ook zijn bekendst werken, de paso-doble de concierto La Gracia de Dios in 1879-1880.
In 1889 werd er een concours voor de bezetting van de kapelmeester van het Marine-muziekkorps gehouden. Roig Torné won deze wedstrijd en werd in 1890 kapelmeester van de Banda de la Brigada de Infantería de Marina in Cartagena. Zijn familie kwam naar deze stad, waar dochter Pilar overleed op 11-jarige leeftijd, nadat zij een maand in Cartagena woonden. Ook met dit orkest bereikte hij een tevoren nooit gekend muzikaal niveau. Hij behaalde met dit orkest 1e prijzen bij wedstrijden in Córdoba (1886) en in Badajoz (1890).
Roig Torné bewerkte een groot aantal klassieke werken voor harmonieorkest, maar componeerde ook eigen werk.

## Composities

### Werken voor banda (harmonieorkest)
- 1879-1880 La Gracia de Dios, paso-doble de concierto
- 1905 Salve a la Virgen, processiemars
- 1906 Marcha Nupcial para el Rey Alfonso XIII
- A la paz de Cuba, marcha
- Al pie de la tumba
- Cartago paso-doble
- Consummatum Est, processiemars
- Corpus Christi, processiemars
- El Emperador
- El Ingeniero, mars
- El Minador
- El Regreso
- Fantasía "Ronda Morisca"
- Inquietud
- La Calle de la Amargura, processiemars
- La Carmencita polca
- Mater Dolorosa, processiemars
- Oquendori
- Pange Lingua, processiemars
- Por la Patria
- Rolando
- Ronda Morisca
- Sensitiva
- Si Vas a Calatayud
- Tenerife
- Tottlebén
- ¡Una Lágrima!, mars